# Schrankia vitiensis
Schrankia vitiensis là một loài bướm đêm trong họ Erebidae.